# Герб Астаны
Герб города Астаны представляет собой официальный символ столицы Казахстана, отражающий историческое значение и развитие города. Герб утверждён 5 июня 2008 года (с изменением названия в 2019 и 2022 гг.). Автором концепции и эскиза герба является первый президент Казахстана Нурсултан Назарбаев.

## Описание и обоснование символики
Форма герба круглая. Центральным элементом является объединение двух символов — Байтерека и шанырака. Все пространство герба разбито на два кольца. Внешнее кольцо символизирует историю великой степи. Красный цвет обозначает огонь. Внутреннее кольцо содержит символы независимости Казахстана и величия Астаны. Голубой цвет олицетворяет цвет флага Казахстана.
В основу герба положен круг как выражение идеи совершенства, абсолюта и вечности.  Центральным элементом   является  объединение двух символов - Байтерека и шанырака. 
Данное художественное решение является образным выражением вектора развития современного Казахстана, который совмещает в себе как знак города, так и символ страны. Байтерек - мировое древо, являющееся олицетворением вселенной. Он понимается как космос в виде живого развивающегося организма. 
Это тесно связано с символикой центра. Шанырак понимается как  точка  перехода необъятности вселенной к родному дому. Таким образом, с художественной точки зрения, осуществляется объединение двух символов - Байтерека и шанырака. В основании Байтерека заложен орнамент в виде птичьих крыльев, восходящий к стилизованному изображению мифической птицы «Самрук».
Эта идея является ключевой в символическом оформлении левого берега (тень от парящей птицы «Самрук», вылетающей из гнезда, распростёрта на Президентском парке). Все пространство герба разбито на два кольца, также имеющих образное объяснение. Внешнее кольцо представляет собой глубинный пласт истории великой степи. Красный цвет внешнего кольца восходит к очищающей силе огня. В огне тюрки видели жизненную стихию,  с которым ассоциировались представления о рождении, росте и развитии. Огонь очага считался   частицей солнца. Также красная кайма символизирует пламенные ворота, пройдя через которые каждый очищается духом и наполняется силой. Часто красный цвет выбирался кочевниками для воинского знамени, символизируя ратную доблесть и ярость победы. А внутреннее кольцо содержит новейшие символы независимости Казахстана и величия Астаны.
Цвет «Небесная лазурь» - является цветом государственного флага, подчеркивая центральное место идеи независимости в национальной идеологии. Изображение Байтерека совмещенное с шаныраком является свидетельством преемственности истории современного Казахстана. В гербе есть несколько других элементов, которые гармонируют с основными. Зелёная окантовка используется как декоративный элемент и несёт идею весеннего благоденствия и неувядающей юности.
В оформлении нижнего титульного сегмента, несущего надпись "Астана", в 2019 - 2022 гг. - "Нур-Султан", присутствуют симметричные линии. Каждая из линий - это стилизованный «уы», что дополняет образ шанырака, венчающего композицию.

## История

### Герб города Акмолинска

Герб Акмолинска, составленный по правилам Б. Кёне, 1878

Принято считать, что гербом города Акмолинска был герб Акмолинской области, утверждённый 5 июля 1878 года (поскольку отдельно герб города не утверждался): 
В зелёном щите серебряный памятник, с двумя остроконечными башнями и куполом в середине, сопровождаемый в главе щита, золотым полумесяцем. Щит украшен Древнею Царскою короною и окружён золотыми дубовыми листьями, соединёнными Александровскою лентою.
Герб гласный, т. к. «Акмола» в переводе с казахского означает «Белая Святыня» или «Белая могила». Считается, что на гербе изображен Мавзолей бия Нияза (советника хана Абылая), стоявший на возвышении Акмола, где остановился первый отряд, прибывший для строительства Акмолинского укрепления.

### Герб Целинограда
Центральной фигурой герба Целинограда являются две руки, держащие горсть зерна. Вверху герба — надпись прямым шрифтом «Целиноград».
Данных об официальном утверждении нет.

### Герб Астаны 1998 - 2008 гг.
В основу герба положен круглый восточный щит. В синем поле на фоне пурпурной крепостной стены белый крылатый сакский барс. Изображение барса выполнено в скифско-зверином стиле. На голове барса золотая корона в виде головного убора казахских ханов. Корона символизирует Верховную освящённость истории города отвагой и самоотверженностью последнего хана казахов Кенесары, мудростью и мужеством первого Президента Республики, принявшего судьбоносное решение о переносе в этот город столицы вновь возрождённого государства. Пурпурная крепостная стена напоминает об истории возникновения города как крепости, как военного форпоста. Белый цвет символизирует благородство и чистоту помыслов. Геральдический щит обрамлён полосой из золотых пшеничных колосьев, символизирующих международную известность и славу региона как всемирно известной житницы ценных и твёрдых сортов пшеницы и города как столицы хлебного края. Колосья обрамлены золотой каймой. Вверху щита - шанырак, символ очага у казахов. В нижней части герба - золотая полоса с буквенным изображением прямым шрифтом «Астана».

### Герб Астаны 2008-2019 гг. и с 2022 г.
5 июня 2008 года депутаты Маслихата Астаны утвердили новую версию герба Астаны. Одним из его авторов стал президент Казахстана Нурсултан Назарбаев. 
В основе символа - круг, как выражение идеи совершенства и вечности. Центральный элемент - объединение Байтерека и Шанырака. Это художественное решение является образным выражением вектора развития современного Казахстана, которое совмещает в себе как знак города, так и символ страны. В основании Байтерека прорисован орнамент "птичьи крылья" - стилизованное изображение мифической птицы Самрук. Все пространство герба разбито на два кольца. Внешнее красное кольцо символизирует глубинную историю великой степи, ассоциируется с огнем. В нем тюрки видели жизненную стихию, с которой связывалось представление о рождении, росте и развитии. Внутреннее кольцо цвета небесной лазури содержит новейшие символы независимости Казахстана и величия Астаны.
3 мая 2019 года в связи с переименованием города надпись на гербе изменили на Nur-Sultan.
17 сентября 2022 года, после возвращения городу прежнего названия, надпись вновь изменили на Астана. С января 2023 года — название в латинской графике.